# Municipio de Green Lake (Minnesota)
El municipio de Green Lake (en inglés: Green Lake Township) es un municipio ubicado en el condado de Kandiyohi en el estado estadounidense de Minnesota. En el año 2010 tenía una población de 1582 habitantes y una densidad poblacional de 17,87 personas por km².

## Geografía
El municipio de Green Lake se encuentra ubicado en las coordenadas 45°11′23″N 94°56′18″O / 45.18972, -94.93833. Según la Oficina del Censo de los Estados Unidos, el municipio tiene una superficie total de 88.53 km², de la cual 78,84 km² corresponden a tierra firme y (10,94 %) 9,69 km² es agua.

## Demografía
Según el censo de 2010, había 1582 personas residiendo en el municipio de Green Lake. La densidad de población era de 17,87 hab./km². De los 1582 habitantes, el municipio de Green Lake estaba compuesto por el 99,05 % blancos, el 0,25 % eran afroamericanos, el 0,25 % eran asiáticos, el 0,38 % eran de otras razas y el 0,06 % eran de una mezcla de razas. Del total de la población el 1,01 % eran hispanos o latinos de cualquier raza.